# Haynes Table
La Haynes Table è una alta mesa (una elevazione rocciosa con la cima piatta) antartica per lo più sempre coperta di neve, che si innalza fino a 3390 m, e si estende per circa 18 km, situata a sud del Monte Odishaw, tra le testate dei ghiacciai  Keltie e  Brandau, nell'Hughes Range, catena montuosa che fa parte dei Monti della Regina Maud, in Antartide.

## Storia
Fu scoperta e fotografata dalla squadriglia VX-6 della U.S. Navy durante il volo del 12-13 gennaio 1956.
La denominazione fu assegnata dall'Advisory Committee on Antarctic Names (US-ACAN) in onore di Benarthur C. Haynes (1909–1954), meteorologo dell'US National Weather Service nel corso dell'Operazione Highjump della U.S. Navy del 1946-47.